# Savigneux (Loire)
Savigneux település Franciaországban, Loire megyében. Lakosainak száma 3489 fő (2022. január 1.). Savigneux Saint-Paul-d’Uzore, Chalain-le-Comtal, Champdieu, Grézieux-le-Fromental, Montbrison, Mornand-en-Forez és Précieux községekkel határos.

## Népesség
A település népessége az elmúlt években az alábbi módon változott:
| Lakosok száma | 1754 | 1821 | 2391 | 3004 | 3411 | 3432 | 3432 | 3430 | 3448 | 3489 |
|               | 1968 | 1982 | 1990 | 2006 | 2013 | 2015 | 2017 | 2019 | 2020 | 2022 |